# José Muñoz Anglada
José Muñoz Anglada (Vélez-Málaga, 10 de febrero de 1914 – Barcelona, 5 de junio de 1965) fue un pintor español. Junto a Antonio de Vélez, los hermanos Francisco y Juan Clavero, Paco Hernández y Miguel Montes, es considerado uno de los precursores de la Escuela Veleña de pintura.

## Biografía
De formación autodidacta, Muñoz Anglada combina su faceta de pintor con el de barbero, oficio que ya ejercía su padre. Precisamente la barbería sería el centro de encuentro de otros artistas veleños tanto pintores como escritores y sería el gran impulsor de la Escuela de Pintura, donde aprenderían algunos de los futuros pintores de la localidad. En 1936, es llamado a filas y combate en el lado republicano en el frente de Madrid durante tres años. En la capitulación republicana, elude la cárcel gracias a la ayuda de unos familiares influyentes. 

Pintura "Santa Maria de la Encarnación" del pintor expuesta en el interior de la Iglesia de Santa María la Mayor

A su regreso a Vélez-Málaga, vuelve a su barbería y va aceptando encargos como pintor. Fue en esa época (entre 1940 y 1945) cuando Muñoz Anglada recibe uno de sus encargos por el que es más conocido: el lienzo "Santa Maria de la Encarnación" para la Iglesia de Santa María la Mayor de la localidad y que está expuesta en la sala principal de la iglesia.
En 1945, coincidiendo con la Feria de la Veladilla de la localidad, un grupo histórico entre los que se hallaban el propio Anglada junto a otros pintores locales organizan una exposición, una de las primeras que se recuerdan en la localidad.  En enero de 1948 en la VI Exposición Provincial de Arte, en el salón de la Sociedad Económica repiten estos autores en otra exposición colectiva.

Obra Paisaje de Vélez-Málaga (1948)

En abril de 1949 participa en la VII Exposición Provincial donde recibe buenas críticas del periódico Sur: 

”Tiene un sentido sorprendente del color. Su lote es extraordinario el “Nocturno” es sencillamente impresionante".
Diario Sur, 10 de abril de 1949

 Un año después, un acontecimiento artístico que se celebró en la Sociedad Económica, recibe una mención honorífica. Distinción que también le otorgaron en la VII Exposición Provincial de Educación y Descanso. 

Obra Inocentes o desastres de la guerra

A partir de 1950, el pintor da un cambio a su estilo pictórico. Comienza a realizar una veintena de obras sobre la vida cotidiana cambiando los personajes por muñecos ,” Los boxeadores” y a veces parodiando escenas de cuadros de Goya, como la Gallinita Ciega y otros como “Inocentes o Desastres de la guerra” único cuadro que queda, que está en La Fundación de Antonio Segovia Lobillo de Moclinejo. 
En enero de 1955, Paco Hernández lo presenta a la prensa de Málaga y en el periódico de la Tarde le hacen una entrevista: "Me interesa que Málaga conozca la versión de mi
pintura, sustituyendo seres humanos por muñecos, significando las marionetas movidas por el destino". Había inaugurado por aquellos días en la Sociedad Económica, con cincuenta y dos lienzos representando muñecos, temas costumbristas, flores, paisajes y retratos. En ese mismo año, expone nuevamente en Vélez en los días de la Feria del Carmen. En la sala de la Sociedad Recreativa acoge su última exposición.
En 1956 emigró a Barcelona con su familia y allí siguió pintando retratos a políticos catalanes y mandos militares así como a algunos hijos de ellos. En 1964, sus amigos le visitaron en Barcelona con la intención de que formara parte de una nueva muestra representativa de la pintura veleña. No pudo estar presente ya que Muñoz Anglada murió el 5 de junio de 1965. 

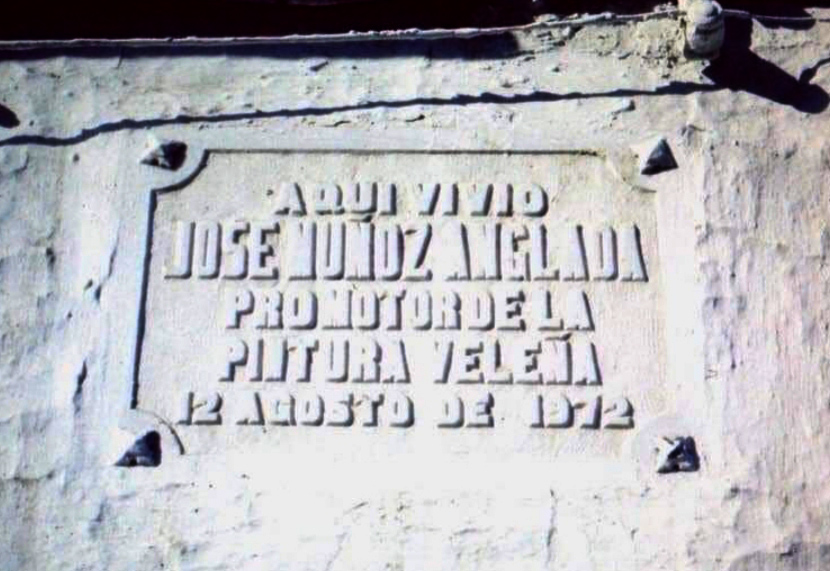
Placa en homenaje a la casa donde nació José Muñoz Anglada en la Calle Arroyo nº 14 (1972). Ahora desaparecida

En el homenaje póstumo que se le hizo en agosto de 1972, se colocó una placa homenaje en la fachada de la casa donde vivía, en la Calle Arroyo nº 14 con la siguiente inscripción: Aquí vivió José Muñoz Anglada “Promotor de la pintura veleña”. Una placa que desapareció después de la remodelación del edificio.